# جانورموسیقی‌شناسی

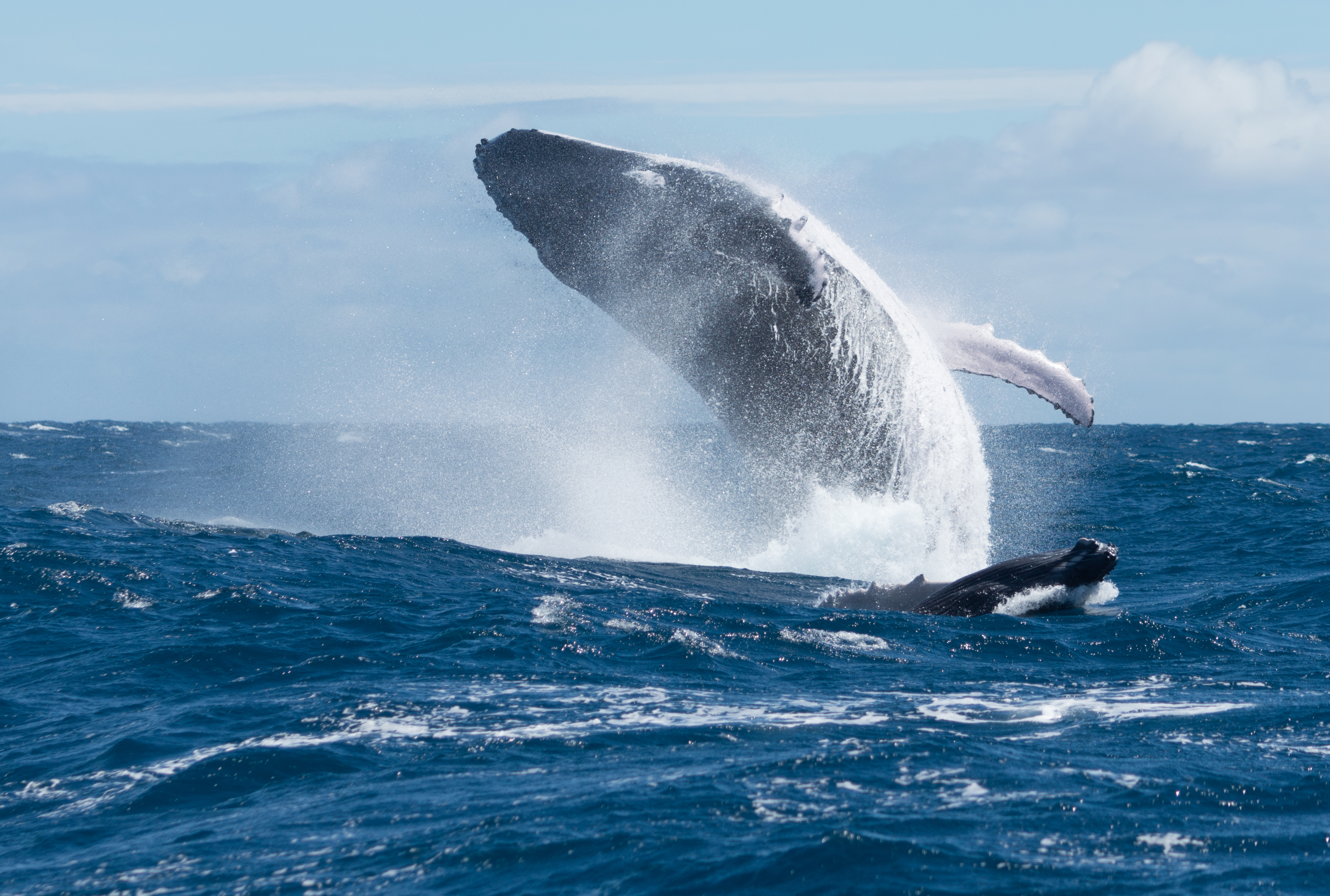
نهنگ گوژپشت و گوساله‌اش

جانورموسیقی‌شناسی (به انگلیسی: Zoomusicology) مطالعه جنبه‌های موسیقی صدا و ارتباطات است که توسط جانوران تولید و درک می‌شود. رشته‌ای از موسیقی‌شناسی و جانورشناسی است و نوعی جانورشناسی است. جانورموسیقی‌شناسی به عنوان یک رشته به کتاب موسیقی، اسطوره و طبیعت یا دلفین‌های آریون در سال ۱۹۸۳ فرانسوا-برنارد ماشه  منتشرشده به زبان انگلیسی در سال ۱۹۹۲) برمی‌گردد و به‌تازگی توسط پژوهشگرانی مانند داریو مارتینلی، دیوید روتنبرگ، هالیس تیلور، دیوید تی و امیلی دولیتل گسترش یافته‌است.